# カレスターノ
カレスターノ（伊: Calestano）は、イタリア共和国エミリア＝ロマーニャ州パルマ県にある、人口約2,100人の基礎自治体（コムーネ）。

## 地理

### 位置・広がり

#### 隣接コムーネ
隣接するコムーネは以下の通り。
- ベルチェート
- コルニーリオ
- フェリーノ
- ランギラーノ
- サーラ・バガンツァ
- テレンツォ

### 気候分類・地震分類
カレスターノにおけるイタリアの気候分類 (it) および度日は、zona E, 2991 GGである。
また、イタリアの地震リスク階級 (it) では、zona 3 (sismicità bassa) に分類される。

## 行政

### 分離集落
カレスターノには、以下の分離集落（フラツィオーネ）がある。
- Alpicella, Borsano, Canesano, Chiastre, Castello di Ravarano, Fragno, Giarale, Iano, Linara, Marzolara, Ravarano, San Remigio, Tavolana, Torre di Marzolara, Valleranno, Vigolone